# USS Whipple (DD-217)
Za druga plovila z istim imenom glejte USS Whipple.
USS Whipple (DD-217) je bil rušilec razreda Clemson v sestavi Vojne mornarice Združenih držav Amerike.
Rušilec je bil poimenovan po kapitanu Abrahamu Whipplu.